# لعب سحابي
 لعب سحابي (بالإنجليزية: Cloud gaming)‏ ويسمى أيضا اللعب عند الطلب، هو نوع من الألعاب عبر الإنترنت التي تتيح بثًّا مباشرًا وبناء على الطلب للألعاب على جهاز الحاسوب من خلال استخدام جهاز زبون نحيف (بالإنجليزية: thin client)‏، حيث يتم تخزين اللعبة الفعلية على خادم المشغل أو شركة اللعبة ويتم بثها مباشرة إلى أجهزة الحاسوب التي تصل إلى الخادم من خلال الزبون. هذا يسمح بالوصول إلى الألعاب دون الحاجة إلى نظام لعبة فيديو، بالإضافة إلى جعل قدرة حاسوب المستخدم غير مهمة إلى حد كبير، لأن الخادم هو النظام الذي يستخدم في تشغيل العمليات المطلوبة.

## الألعاب السحابية

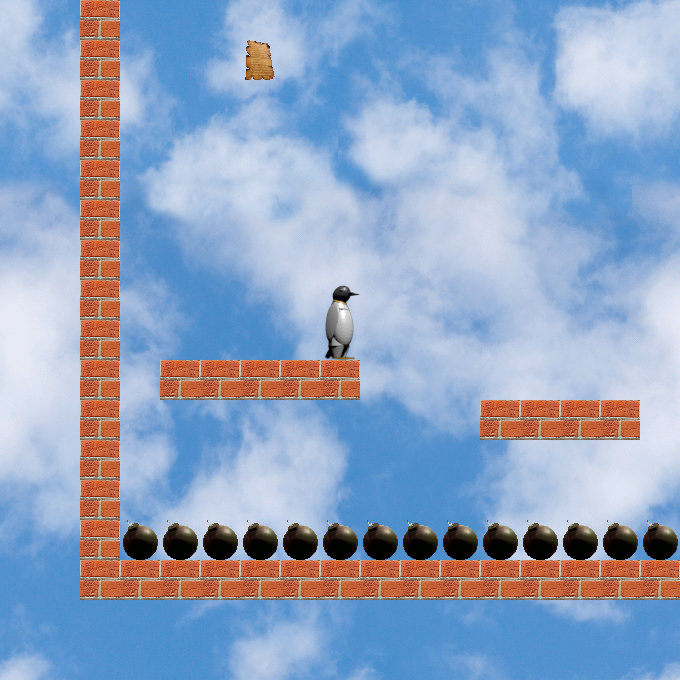
الألعاب السحابية

في الماضي حتى تتمكن من اللعب بألعاب الفيديو فأنت تحتاج إلى جهاز بمواصفات خاصة مثل قوة وحدة المعالجة المركزية وسرعتها وأيضا تحتاج إلى برمجيات محددة وغالبا لن يستطيع المستخدمون التفاعل مع أي لعبة جديدة بسبب المتطلبات الخاصة لكل لعبة وتكلفتها المادية.أما في الحاضر فساهم ظهور العديد من التقنيات الحديثة بالتأثير إيجابا على مجال صناعة وبرمجة الألعاب وكانت الحوسبة السحابية واحدة من هذه التقنيات، حيث ساعد التقدم السريع في تقنيات الحوسبة السحابية في تحويل الألعاب السحابية من مجرد خيال إلى حقيقة بمساعدة تقنيات العرض الثلاثي الأبعاد، بالإضافة إلى التوسع والانتشار السريع للأجهزة الذكية والأنترنت، حيث ساهم الإنترنت في صناعة الألعاب من حيث تسهيل توفرها للمستخدمين في أي مكان وأي زمان.
و ساهم ظهور هذه التقنيات في خلق نماذج جديدة للترفية أصبح يتنافس فيها أصحاب الأعمال، وكانت الألعاب السحابية واحدة من هذه النماذج التي نمت بشكل كبير ولاقت انتشار على مدى واسع.حيث نجحت الكثير من الشركات التي وفرت مواقع للألعاب السحابية في جذب عدد كبير من المستخدمين مثل: Gaikai و Onlive

## طريقة اشتغال الألعاب السحابية
تستخدم تطبيقات الألعاب السحابية شبكة الخادم والعميل، حيث تتألف من نوعين مختلفين من الأجهزة:
الأول: جهاز خادم (بالأنجليزية server)
وهو عبارة عن مجموعة من أجهزة الكمبيوتر المتصلة بالشبكة والتي تمتلك قدرات هائلة على تخزين ومعالجة كميات كبيرة من البيانات حيث تبقى هذه الخوادم متصلة بالشبكة على مدار 24 ساعة.
الثاني: جهاز عميل (بالأنجليزية client)
ويكون غالبا جهاز الكمبيوتر الشخصي أو أحد الأجهزة الذكية التي تستفيد من خدمات الخوادم أو السيرفرات عبر الشبكة.
يستخدم بروتوكول TCP لإنشاء قناة اتصال بين جهازي الخادم والعميل باستخدام UDP communication مما یسمح بسرعة إرسال واستقبال الأوامر بين الخادم والعميل، حيث يعمل بروتوكول UDP بعد جمع الأوامر من جهاز العميل على تجزئتها إلى وحدات صغيرة مما يسمح بنقلها عبر الشبكة بسرعة وبدون تشويش ثم إرسالها إلى جهاز الخادم، حيث يعمل الخادم على تجميع هذه الوحدات وتحليلها ومعالجتها وإعطاء الاستجابة المناسبة لها ومن ثم تبدأ هذه الاستجابة بالتدفق عبر الشبكة إلى العميل حيث يقوم بروتوكول TCP باستقبال هذه التدفقات وترجمتها لجهاز العميل، هذه العملية سريعة جدا وتتم في أجزاء من الثانية.

## مميزات وعوائق

### المميزات
قدمت تطبيقات الألعاب السحابية العديد من المميزات للمستخدمين ولمطوري الألعاب، حيث أسهمت في:
1. حل مشاكل عدم التوافق بين البرمجيات والأجهزة.
2. دعم العديد من المنصات المختلفة وبذلك سمحت لأكبر عدد من المستخدمين باللعب باستخدام الأجهزة المختلفة.
3. إعفاء المستخدمين من عمليات الترقيات والصيانة الدورية لأجهزتهم.
4. تقليل تكاليف الإنتاج وزيادة العوائد المادية.

### العیوب
يوجد الكثير من الأسباب التي قد تشكل عائقا أمام نمو وانتشار تطبيقات الألعاب السحابية وسنذكر بعضها في هذا المقال:
1. تتطلب الألعاب السحابية إتصال إنترنت سريع وثابت.
2. يجب أن يكون وقت الاستجابة قصير حتى يتم التفاعل بين المستخدم واللعبة بشكل أفضل.
3. يجب أن يكون عرض النطاق بالنسبة للشبكة كبير نسبيا حتى يسمح بتدفق اللعبة.
4. عندما تكون اللعبة تحت التطوير هذا يعني ان الخدمة ستكون غير متاحة لوقت من الزمن مما قد يسبب استياء المستخدمين.
5. قد تكون تطبيقات الألعاب السحابية سببا في انتشار البرمجيات الخبيثة.